# اختيار التصميم
في مجال الهندسة، يعتبر اختيار التصميم حلاً محتملاً لبعض المشكلات. يمكن صياغة العديد من التصميمات التصورية، عن طريق معرفة مهمة التصميم ومجموعة المعايير المنظِمة (مواصفات التصميم). كلٌ من هذه التصورات الأولية يعد اختيارًا محتملاً للتصميم. والعديد منها لا يتعدى المرحلة الابتدائية، أما تلك التصورات التي يتم تطويرها حتى تصل إلى مرحلة التطبيق فعليًا تصبح هي المجموعة التي يتم من خلالها انتقاء الاختيار النهائي. وتنبع هذه العملية من مبدأ أنه لا يوجد طريقة واحدة فقط صحيحة لإنجاز أي مهمة. والاختيار النهائي أحيانًا ما يتم بناءً على أسسٍ مالية؛ ونعني بهذا أن : يتم اختيار التصميم الأقل كلفة في أي عملية مزايدة.
وفي الهندسة المدنية، غالبًا ما تنبع خيارات التصميم من المبادئ الأساسية لـعلم المواد والتصميم الإنشائي. فعلى سبيل المثال يستخدم الجسر المعلق حقيقة أن الصُلب فعال بالدرجة القصوى في تحمل الضغط، بينما يأخذ جسر الخرسانة سابقة الإجهاد ميزة الكلفة المنخفضة نسبيًا للخرسانة بالوزن، والقدرة على تحمل الأعباء عالية الضغط (انظر الضغط).